# Avidentifiering
Avidentifiering är en teknik för anonymisering av personlig information. All information som gör att personuppgifter kan knytas till en viss person tas bort permanent. Tekniken används i forskning, till exempel i medicinsk forskning. Biobankslagen anger att biologiskt material från människor i vissa fall kan avidentifieras för att skydda den personliga integriteten.
Avidentifiering kan göras av både strukturerad information som kön, ålder, adress, yrke, civilstånd som kan förekomma i databastabeller och av ostrukturerad information som förekommer i fri text. Att avidentifiera information i fri text är mycket svårare. Personnamn kan till exempel sammanblandas med platser eller med företagsnamn, med mera.
Avidentifiering kan aldrig vara 100 procent säker, eftersom om andra källor läggs till den avidentifierade informationen kan den avidentifierade informationen återidentifieras.
Avidentifiering inom statistik kallas för röjandekontroll och kan göras på flera sätt. Ovanliga entiteter kan tas bort; viss information kan aggregeras, det vill säga slås ihop till större grupper.
Avidentifiering av text kan göras av olika datorlingvistiska verktyg som används för namnigenkänning som kan känna igen personnamn, adresser, platser, organisationer och tidpunkter. Dessa entiteter kan utökas till mer finskaliga, som för- och efternamn, organisationer, produkter och företag, årtal, datum och klockslag.